# Boscia gossweileri
Boscia gossweileri là một loài thực vật có hoa trong họ Capparaceae. Loài này được Exell mô tả khoa học đầu tiên năm 1935.